# Raz, Dwa, Trzy (pismo)
Raz, Dwa, Trzy – ilustrowany tygodnik sportowy wydawany w Krakowie od 21 kwietnia 1931 do 3 września 1939 nakładem koncernu Ilustrowany Kurier Codzienny, pod redakcją Adama Obrubańskiego. 
„Raz, Dwa, Trzy” było czołowym polskim pismem sportowym, m.in. dzięki rozbudowanej sieci korespondentów w kraju i zagranicą, wykorzystaniu nowoczesnej technologii poligraficznej, a także dużej ilości ilustracji. Na łamach pisma popularyzowano nowe dyscypliny sportu takie jak szybownictwo, spadochroniarstwo i automobilizm. Redakcja organizowała różne imprezy, m.in. Kolarski Wyścig Dookoła Śląska. Nakład pisma sięgał 52 do 54 tysięcy egzemplarzy.